# The Slowest Gun in the West
The Slowest Gun in the West è un film per la televisione del 1960 diretto da Herschel Daugherty.
È una commedia western statunitense con Phil Silvers, Jack Benny e Ted de Corsia.

## Produzione
Il film, diretto da Herschel Daugherty su una sceneggiatura di Nat Hiken, fu prodotto da Nat Hiken per la Columbia Broadcasting System tramite la Revue Studios e la Tra-Nan Productions.

## Distribuzione
Il film fu trasmesso negli Stati Uniti il 7 maggio 1960 sulla rete televisiva CBS.